# Denisa Krausová
Denisa Krausová (*2. května 1981, Jihlava, Československo) je česká akademická malířka.
Po studiích na střední grafické škole v Jihlavě vystudovala Fakultu výtvarných umění v Brně. Prošla ateliéry Margity Titlové-Ylovsky, environment u Vladimíra Merty a sochařství Michala Gabriela. Absolvovala u Martina Mainera. Poté získala další zkušenosti v Itálii a Rumunsku.

## Malba
Malba Denisy Krausové je silně ovlivněna počátečními studii na grafickém ateliéru, než se pro možnost větší svobody ve vlastní tvorbě rozhodla pro samotnou malbu. Můžeme tedy v jejím díle pozorovat různé grafické prvky, jako například vrstvení, šablony a kresebné detaily.
Zpočátku do svých děl promítala své vlastní vzpomínky a zážitky, narace nejrůznějších, snad až podvědomých souvislostí mezi předměty a událostmi plně zaměstnávala mysl diváka. Autobiografie a fantazijní krajina náleží k prvním létům jejího díla.
Nyní Denisa Krausová pracuje se symboly, pro většinu umělců tématem krajním pro svou náročnost, tedy balancování mezi uměním a patosem, které však umělkyně ve svých zátiších zvládá a její díla jsou hodnotná nejen vlastním zpracováním námětů, ale i svou estetickou a uměleckou úrovní.

## Studia
- 1995-1999 Střední umělecká škola grafická v Jihlavě
- 1999-2005 Fakulta výtvarných umění VUT v Brně

### V ateliérech
- grafika - ved. ak. mal. Margity Titlové-Ylovsky
- malba 2 - ved. prof. ak. mal. Martin Mainer
- environment - ved. ak. mal. Vladimír Merta
- sochařství 2 - ved. Doc. ak. soch. Michal Gabriel

### Zahraniční stáže
- 2002 Academia di Belle Arti di Brera, Milán, Itálie
- 2004 Academia de Arte Vizuale „Ioan Adreenescu“, Cluj-Napoca, Rumunsko

## Účast na sympoziích
- 2008 Sympozium Uherský Ostroh
- 2011 Malý formát Hodonín
- 2012 XII. Sympozium současného výtvarného umění, Galerie F. Jeneweina Kutná Hora

## Ceny/nominace
- 2009 nominace na cenu NG 333 a skupiny ČEZ, NG Praha
- 2010 nominace na Cenu kritiky za mladou malbu, Galerie kritiků, Praha
- 2011 nominace na Cenu kritiky za mladou malbu, Galerie kritiků, Praha
- 2011 nominace na cenu NG 333 a skupiny ČEZ, NG Praha

## Samostatné výstavy
- 2004 Lev Alejandro - Galerie mladých, Brno
- 2006 La Légende - (s Bárou Motlovou), galerie Půda, Jihlava
- 2007 Včera, dnes a zítra (s Lucií Ferlikovou) – galerie Entrance, Karlin studios, Praha
- 2009 Fairytales (s Lucií Ferlikovou) – DIVUS UNIT 30, Londýn, Velká Británie
- 2009 Terra Nostra - Galerie ad astra, Kuřim
- 2009 cycle tchèque (s Martinem Mainerem) - aCTUEL'aRT / lagalerie, Paříž, Francie
- 2010 za humny - Galerie Doma, Kyjov
- 2010 Lokalita: zahrádka - galerie Kaple, Valašské Meziříčí
- 2010 sobota a neděle - galerie Dole, Ostrava
- 2010 NATURAL 2010 (s Martinem Šmídem) – Galerie U Dobrého pastýře, Brno
- 2011 Kráva zajíce nedohoní (s Benediktem Tolarem) - Galerie Chodovská tvrz, Praha
- 2011 v lese - Městské divadlo Kolín
- 2011 Kauza Štětec - Galerie města Blanska
- 2013 Ikonografie - Galerie F. Jeneweina Kutná Hora
- 2013 Jak se do lesa volá, tak se z lesa neozývá - galerie OFF/FORMAT, Brno

## Společné výstavy
- 2000 Tištěný obraz - Galerie U Dobrého pastýře, Brno
- 2001 Mezanin - galerie Doubner, Praha
- 2001 Ateliér malby - Staroměstská radnice, Praha
- 2002 M2 - galerie Jána Šmoka SUŠG Jihlava
- 2002 Český komiks (?) a výtvarné umění - ČMVU, Praha
- 2003 Honzo, nezapomeň vyndat křídla - NoD, Roxi, Praha
- 2003 Nejhezčí čert - galerie Půda, Jihlava
- 2003 Festival Nových médií, Cheb
- 2004 MMS - Městské divadlo Brno
- 2005 V podstatě pokrok - výstava diplomových prací absolventů FaVU, galerie Aspekt Brno
- 2006 SPOON POOL - Galerie AVU Praha
- 2007 Včera, dnes a zítra - (s Lucií Ferlikovou), Entrance Gallery, Karlín Studios, Praha
- 2008 Tři – galerie Dolmen, Brno
- 2008 Symposium Uherský Ostroh, Zámecká galerie Uherský Ostroh
- 2008 Art World (Umělec, DIVUS), Praha
- 2009 Normální malba, výstavní síň Mánes, Praha
- 2009 Vysočinou - Galerie města Plzně, Plzeň
- 2009 Dívčí sen - Reduta, Brno
- 2009 Symposium Uherský Ostroh - Reduta, Brno
- 2009 Finalisté - 3. ročník Ceny 333 Národní galerie v Praze a Skupiny ČEZ
- 2010 Cena kritiky za mladou malbu – finalisté, Galerie kritiků, Praha
- 2010 Parádní příběhy někoho jiného - galerie Orlovna, Kroměříž
- 2010 Tuhnoucí forma s měkkými okraji, Nový řez Sbírkou Marek, Galerie města Blanska
- 2010 Artyčok Art Fair, Meet Factory, Praha
- 2011 Finalisté - 5. ročník Ceny 333 Národní galerie v Praze a Skupiny ČEZ
- 2011 Cena kritiky za mladou malbu – finalisté, Galerie kritiků, Praha
- 2011 Tramp, který nebyl nikdy v lese - jižní nádraží, Plzeň
- 2012 Druhoroj - galerie D-ecore, Praha
- 2012 XII. Sympozium současného výtvarného umění, Galerie F. Jeneweina Kutná Hora
- 2013 Vysočinské variace, Oblastní galerie Vysočiny v Jihlavě
- 2014 Muži, květiny a něco tísnivého (s Barborou Lungovou), Městská galerie Panský dvůr, Veselí nad Moravou